# Paepalanthus pulvinatus
Paepalanthus pulvinatus är en gräsväxtart som beskrevs av Nicholas Edward Brown. Paepalanthus pulvinatus ingår i släktet Paepalanthus och familjen Eriocaulaceae. Inga underarter finns listade i Catalogue of Life.